# Finntroll
 (juin 2008).
Si vous disposez d'ouvrages ou d'articles de référence ou si vous connaissez des sites web de qualité traitant du thème abordé ici, merci de compléter l'article en donnant les références utiles à sa vérifiabilité et en les liant à la section « Notes et références ».
Finntroll est un groupe de folk metal finlandais, originaire de Helsinki. Ils combinent des éléments de folk metal, de black metal et de death metal avec la humppa, une variété finlandaise de polka. Les chansons de Finntroll sont en suédois et sont interprétées par une voix caractéristique du black metal sur un fond d'instruments issus du folklore finnois. En fait, Katla, le premier chanteur du groupe, décide de chanter en suédois étant donné que c'est sa langue maternelle puisqu'il est issu d'une minorité suédoise de Finlande et que le son du suédois semble mieux correspondre à la thématique du groupe. Malgré plusieurs changements de chanteurs, cette tradition est préservée.
Le nom de Finntroll est inspiré par une vieille légende finnoise où des prêtres suédois venant en Finlande ont rencontré un homme aux allures sauvages qui tua la majorité des membres de leur groupe. Les survivants sont revenus avec la légende du Finn-Troll. Les paroles de Finntroll traitent principalement des légendes et des contes entourant le roi troll fictif Rivfader (le « père-déchireur ») et de trolls combattant contre l'invasion chrétienne de leurs terres afin de répandre leurs croyances. Un thème récurrent est l'histoire de deux prêtres nommés Aamund et Kettil. Les trois premiers albums présentent une chanson à propos des deux hommes qui se retrouvent constamment aux prises avec les trolls pour, finalement, se faire battre et mutiler à maintes reprises par les fidèles de Rivfader en colère.
La discographie du groupe comprend six albums longue durée et deux EP. Ils font paraître leur album Blodsvept le 25 mars 2013. En juin 2014, ils font paraître leur album live tant attendu, Natten Med De Levande Finntroll.

## Biographie

### Formation et premiers albums (1997–2003)
Finntroll est fondé en mars 1997 par Teemu Raimoranta, connu sous le pseudonyme de Somnium, qui est l'ancien guitariste de Impaled Nazarene, à la guitare et Jan Jämsen, connu sous le pseudonyme de Katla, au chant. Ils enregistrent leur première démo, intitulée Rivfader, en janvier 1998. D’autres membres viennent ensuite compléter le groupe dont Samu Ruotsalainen alias Beast Dominator (qui a fait partie des groupes Barathrum, Shape of Despair et Rapture) à la batterie, Samuli Ponsimaa alias Skrymer à la guitare, Henri Sorvali alias Trollhorn (anciennement de Moonsorrow) au clavier et Sami Uusitalo alias Tundra à la basse. Ils sortent en 1999 leur premier album studio, Midnattens Widunder, avec le label Spinefarm Records. Cet album bénéficie d'une très bonne production, et établit dès le départ les bases musicales du groupe : du black metal aux mélodies folkloriques.
En 2001, le groupe sort son second album intitulé Jaktens Tid. Celui-ci demeure dans la lignée du premier album avec cette fois des interludes humoristiques tels que le morceau Bakom Varje Fura dans lequel une famille troll se met en quête de chair fraîche, ou encore Kyrkovisan dans lequel un troll fait irruption dans une église pendant la messe et détruit tout sur son passage. Cet album grimpe jusque dans la 20e place des classements d'albums en Finlande ; ce qui dépassait les attentes du groupe et de son éditeur. Cette vague de popularité attire l'attention de l'éditeur de musique Century Media qui commence à promouvoir Finntroll dans le reste du monde. L'été suivant, le groupe joue ses premiers concerts dans des festivals en plein air en Finlande et dans d'autres pays.
L'année suivant la sortie de son second album, le groupe fait face à plusieurs difficultés et quelques tournées sont annulées. Un kyste à la gorge impossible à retirer chirurgicalement contraint Katla à se retirer du groupe, et à céder le micro à Tapio Wilska (ancien chanteur des groupes Sethian et Lyijykomppania). Il se retire après la sortie de l'EP acoustique Visor Om Slutet. Ce dernier est enregistré au début de janvier 2003 dans une cabane en forêt près de Helsinki. C'était une expérimentation acoustique où Katla et le nouveau chanteur Tapio Wilska se partageaient le rôle de chanteur. C'était une sortie considérée en tant que mini-CD qui est au premier rang du classement de cette catégorie dans les classements en Finlande pendant plusieurs semaines. Visor Om Slutet est considéré comme étant le troisième album de Finntroll.
Le 16 mars 2003, peu avant la sortie de Visor Om Slutet, Somnium meurt accidentellement à la suite d'une chute d'un pont dans le district de Hakaniemi de Helsinki. Malgré la perte de ses deux derniers membres fondateurs, le groupe n'est pas dissout et, après quelque temps, il part en tournée en Europe pour deux semaines, soutenu par le groupe Katatonia. Le guitariste Mikael Karlbom alias Routa remplace Somnium.

### DeTrollhammarenàBlodsvept(depuis 2004)

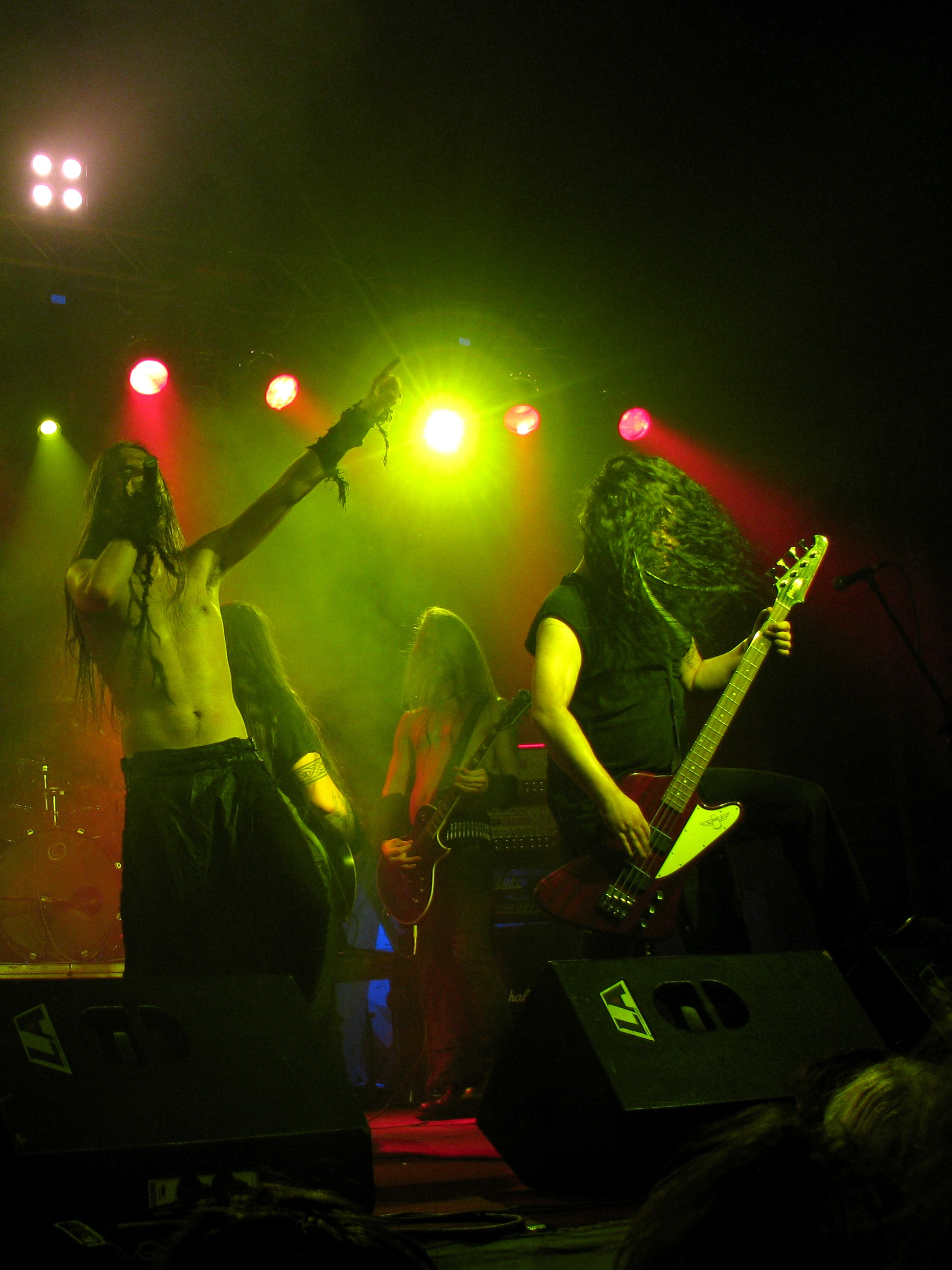
Finntroll, à Kiev en 2008.

Le 15 mars 2004, le groupe sort Trollhammaren, leur second EP, qui marque le retour des guitares saturées et du chant black ainsi que de la festivité des premiers albums avec une utilisation accrue d'instruments acoustiques comme l'accordéon. Cet EP introduit leur quatrième album intitulé Nattfödd qui sort la même année. Cet album vaut au groupe une reconnaissance internationale qui s'embarque pour une tournée nord-américaine avec le groupe de thrash metal Sodom au début de l'an 2006. Au cours de l'année 2005, le claviériste Trollhorn décide de ne plus prendre part aux spectacles pour des raisons personnelles. Il est donc remplacé par Aleksi Virta (anciennement du groupe Imperanon) pour jouer sur scène. Trollhorn avait connu Virta au collège de musique Sibelius d'Helsinki où il avait enseigné. Après quelques auditions et pratiques, il devient un membre régulier de la formation pour les tournées. Le 29 janvier 2006, Wilska est renvoyé du groupe pour des raisons non communiquées et c'est Matthias Lillmåns, connu sous le pseudonyme de Vreth (ancien chanteur de Chtonian et de Twilight Moon) qui le remplace.
Le cinquième album intitulé Ur Jordens Djup est sorti en mars 2007. Cet album se démarque par son côté plutôt épique en mettant l'emphase sur le clavier ainsi que sur des airs de guitare assez mélodiques et simples, mais efficaces. L'ancien chanteur, Katla, est rappelé afin d'écrire les paroles de cet album. Le dernier morceau de l'album comporte une pièce cachée à 11:03 intitulée Trollvisan. Après avoir été membre de session au clavier depuis 2005, Virta est nommé membre régulier vers la fin de l'an 2009. Finntroll enregistre une performance sur scène pour son DVD live à paraître. Aucune date de sortie n'est encore divulguée. Ils ont sorti leur sixième album intitulé Nifelvind en février 2010. Les paroles sont à nouveau écrites par Katla.

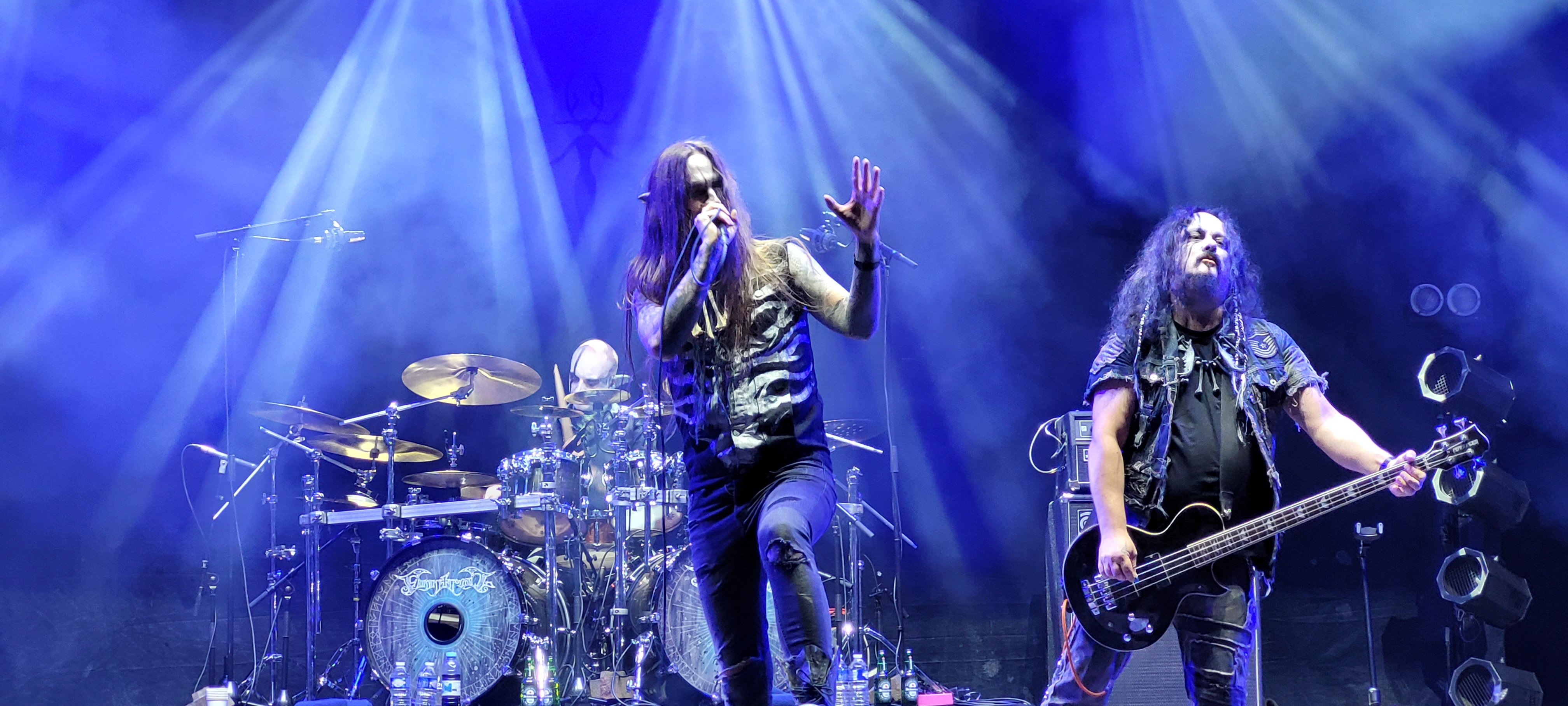
Finntroll au Mennecy Metal Fest le 17 Septembre 2022

Un septième album intitulé Blodsvept est sorti le 25 mars 2013. En juin 2014, le groupe fait paraître son album live tant attendu, Natten Med De Levande Finntroll.

## Membres

### Membres actuels
- Samuli « Skrymer » Ponsimaa – guitare (depuis 1998)
- Henri « Trollhorn » Sorvali – claviers, guitare (depuis 1998 ; seulement en studio depuis 2004)
- Sami « Tundra » Uusitalo – basse (depuis 1998)
- Mikael « Routa » Karlbom – guitare (depuis 2003)
- Aleksi « Virta » Virta - claviers (depuis 2005)
- Mathias « Vreth » Lillmåns – chant, paroles (depuis 2006)
- Heikki « Mörkö » Saari - batterie (depuis 2014)

### Anciens membres
- Teemu Raimoranta|Teemu « Somnium » Raimoranta – guitare (1997-2003 ; décédé en 2003)
- Jan « Katla » Jämsen – chant (1997–2002), claviers (1997–1998), paroles (1997–2002, depuis 2006 ; écrit toujours pour le groupe)
- Mikael « Ancient Lord » Harju – basse (1997-1998)
- Tomi « Grönt Helvetes Kungen » Ullgren – guitare (1997-1998)
- Rauno « Nattvind » Raimoranta – batterie, claviers (1997)
- Tapio Wilska – chants, paroles (2003-2006)
- Samu « Beast Dominator » Ruotsalainen – batterie (1998–2014)

## Discographie

### Démo
- 1998 : Rivfader

### Albums
- 1999 : Midnattens Widunder
- 2001 : Jaktens Tid
- 2004 : Nattfödd
- 2007 : Ur Jordens Djup
- 2010 : Nifelvind[6]
- 2013 : Blodsvept
- 2020 : Vredesvävd

### EPs
- 2003 : Visor Om Slutet
- 2004 : Trollhammaren